# 大唐開元神武皇帝敕書碑
大唐開元神武皇帝敕書碑位於四川省灌縣青城山，文物遺址年代判定為唐、清。1980年7月7日列為四川省重新確定公布的第一批省級文物保護單位。2013年3月5日作為青城山古建築群文物點公佈為第七批全國重點文物保護單位。
唐碑立在天師洞三皇殿內，四面刻文，微有風蝕。正文字大4厘米，共6行，151字。其內容記載唐代道佛之爭，開元初「飛赴寺」僧奪常道觀為寺，唐開元十二年（724年）玄宗下詔「觀還道有」；寺依山外舊所，使道佛兩所各有區分。碑高131厘米，上寬57厘米，下寬63厘米，厚1l厘米。雖漸剝蝕，碑陰及左右尚完好。敕書乃觀主甘遺榮勒字，晉原吳光逵刻石。「敕」字縱橫各五寸，飛白書，其下署年月守吏為八分書。

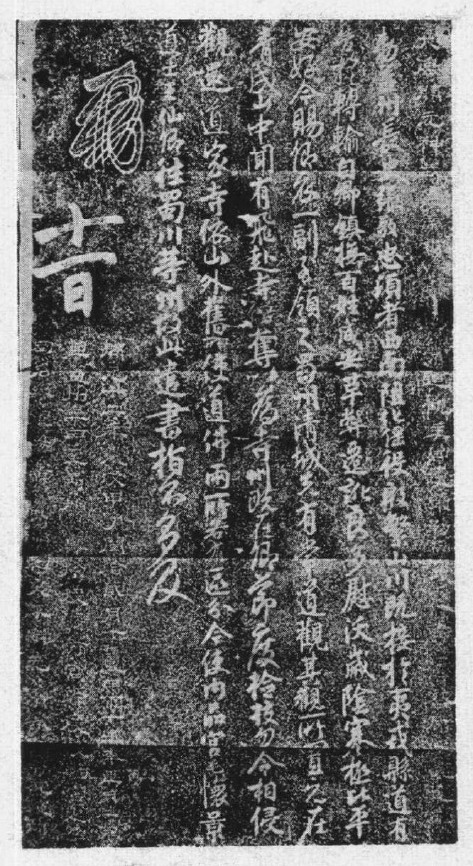
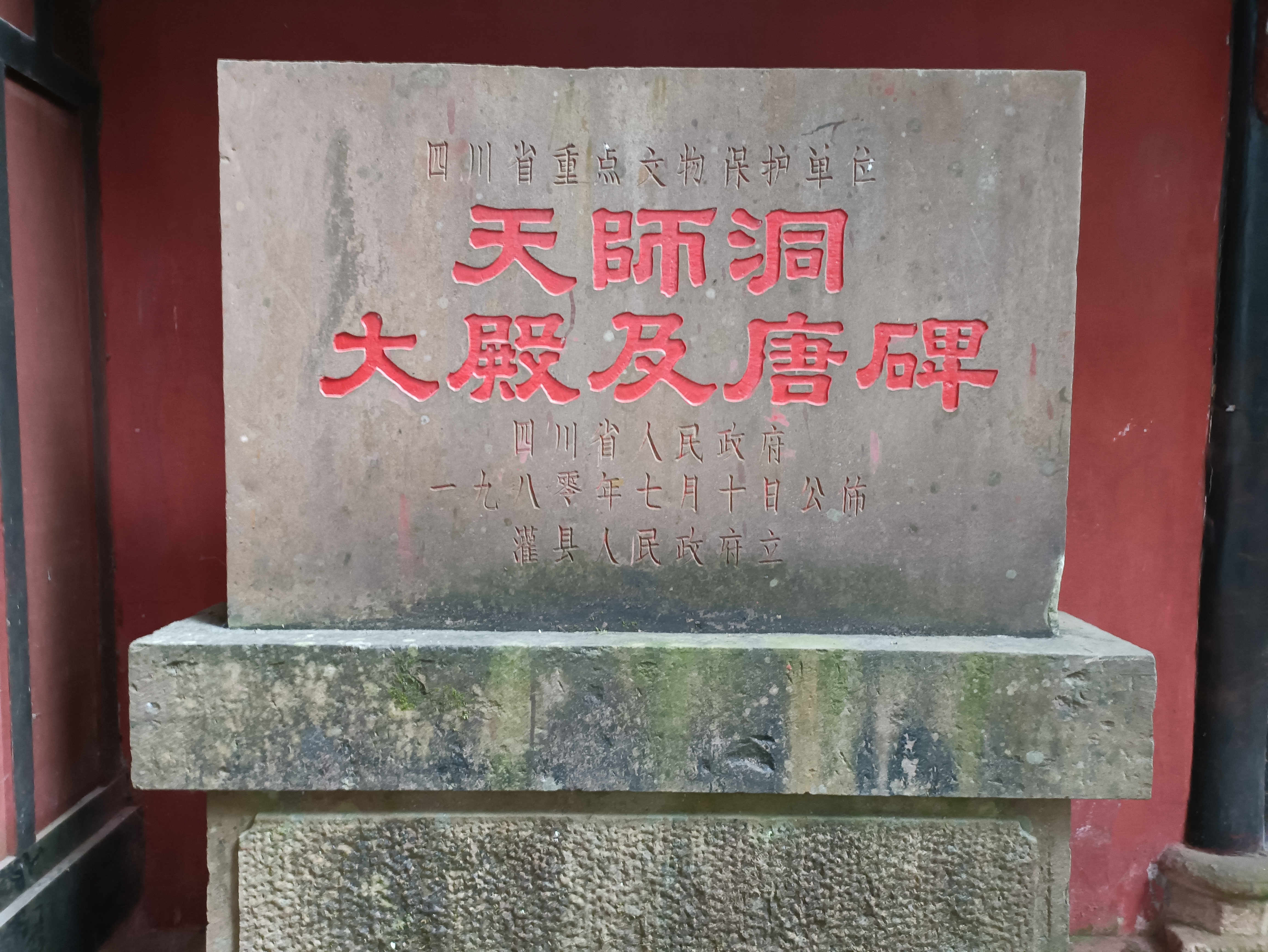